# Federação Russa de Ginástica Rítmica
A Federação Russa de Ginástica Rítmica (em russo:  Всероссийская федерация художественной гимнастики, transl. Federação de Ginástica Rítmica da Rússia) é o órgão regulador da ginástica rítmica na Rússia.

## História
Embora uma organização com o nome "Federação Russa de Ginástica Rítmica" existisse desde 1963, na época era apenas um departamento da Federação de Ginástica Rítmica da União Soviética responsável por desenvolver e cultivar o esporte da ginástica rítmica na RSFSR.
A atual Federação Russa de Ginástica Rítmica foi fundada em 1991. A conferência de fundação foi realizada em Ivanovo em 12 de setembro de 1991.
Mais tarde, a federação foi reestruturada em um relatório e conferência eleitoral em 2001. Sergei Yastrzhembsky, um conselheiro do presidente da Rússia, foi eleito presidente da organização e permaneceu nesta posição por dois mandatos consecutivos. Em dezembro de 2008, a técnica da seleção nacional Irina Viner foi eleita presidente e agora acumula o cargo de técnica.
A Federação Russa de Ginástica Rítmica é credenciada pelo Ministério do Esporte da Rússia e recebeu oficialmente o status de órgão governante do país para o esporte da ginástica rítmica.

## Eventos
A Federação Russa de Ginástica Rítmica organiza várias competições de ginástica rítmica na Rússia. Isso inclui:
| Competiçãp                                   | Frequência |
| -------------------------------------------- | ---------- |
| Campeonato Russo de Ginástica Rítmica        | Anualmente |
| Campeonato Russo Juveil de Ginástica Rítmica | Anualmente |

## Administração
- Irina Viner — Presidente
- Andrey Guryev — Primeiro vice-presidente
- Mikhail Kusnirovich — Vice-presidente
- Natalia Kuzmina — Vice-presidente
- Irina Tchachina — Vice-presidente
- Evgenia Kanaeva — Vice-presidente
- Tatyana Kolesnikova — Vice-presidente
- Aleksandr Bryksin — Vice-presidente
- Irina Tsaryova — Diretor-executivo
- Tatiana Gorbunova — Secretaria Executiva[4]